# Marc Iavaroni
Marcus John « Marc » Iavaroni, né le 15 septembre 1956 à Jamaica, à New York, est un joueur et entraîneur américain de basket-ball. Il évolue durant sa carrière de joueur au poste d'ailier fort.

## Palmarès
- Champion NBA 1983